# هاموون
هاموون (به انگلیسی: Hammoon) یک روستا و محله مدنی در بریتانیا است که در North Dorset واقع شده‌است. هاموون ۴۰ نفر جمعیت دارد.